# История на Тирол
Историята на Тирол може да се проследи до 2000 г. пр. Хр. Тирол е бил част от Римската империя, Свещената Римска империя, Австрия и след 1919 г. е разделен на две – Южен Тирол е отдаден на Италия.

## Праистория
Първите хора, живели в Тирол, се заселват там 2000 г. пр. Хр.
През 1991 г. в тиролския район Йоцтал е намерено замръзнало, добре запазено тяло на човек, живял преди повече от 5000 г. Останките на Йоци (както е наречен от учените) са подложени на най-щателни изследвания, а по-късно са изложени в музей в Болцано.

## В Римската империя
През 15 г. пр.н.е., Римската империя завладява района на днешен Тирол след война с местното население, което говорило реторомански език и го превръща в римска провинция на име Ретия. Римляните оставят местното население да практикува обичаите и религията си, а местното население никога не възстава срещу империята. В Ретия процъфтяват търговията и земеделието. През IV и V век населението приема християнството.

## Великото преселение на народите
По време на Великото преселение на народите (V век) Ретия е превзета от остготите под владението на Теодорих Велики. През VI век император Юстиниан I връща територията в рамките на Римската империя. Около началото на VII век в днешен Тирол се установяват баварски и швабски племена.

## През Средновековието
По времето на Карл Велики, през 788 г., Тирол е разделен на няколко области в рамките на Свещената Римска империя. Построяват се пътища и се създават училища. В следващите векове територията на днешен Тирол придобива важно политическо значение за Свещената Римска империя поради пътищата, минаващи през Алпите. Територията се управлява от графове, които получават това право от владетеля. През 1253 г. почива последният граф от династията Тирол и територията получава името си. Тирол преминава в ръцете на неговия зет Майнхард I, чиято династия управлява Тирол до 1363 г.

## Част от Австрийската империя
През 1363 г. умира последният от династията Майхард – Майнхард III. Майка му се съгласява Тирол да се присъедини към Австрийската империя. По време на Реформацията Тирол остава католически, въпреки гражданската война от 1525 г. Тирол практически не участва в Тридесетгодишната война.
По време на управлението на Мария Тереза (1740 – 1780 г.) се въвежда задължителното посещение на училище.
Вследствие на Наполеоновите войни в началото на XIX век части от Тирол са дадени на Бавария, Италия и Франция (върнати по-късно). През 1849 г. столица на Тирол става Инсбрук, а в периода 1856 – 1884 започва индустриализацията и обособяването на Тирол като туристически център.

## XX век
След загубата на Първата световна война Австрия отдава Южен Тирол на Италия по силата на мирния договор от Сен-Жермен ан Ле. По времето на националсоциализма Тирол е разделен на още две части в рамките на Нацистка Германия. На 3 май 1945 г. американската армия превзема Тирол; северен Тирол е окупиран от френската, а източен Тирол – от британската армия.